# Les Enquêteurs associés
Les Enquêteurs associés est un feuilleton télévisé français en treize épisodes de 26 minutes. Les différents épisodes ont été principalement réalisés par Gilles Grangier et Serge Korber sur des scénarios de Marcel Jullian et Francis Veber. Elle a été diffusée du 30 septembre au 21 octobre 1970 sur la deuxième chaîne de l'ORTF.
Cette diffusion à 15h10 les jours de la semaine sur une deuxième chaîne qui n'était alors reçue que par 20% des français peut expliquer le succès très mitigé de ce feuilleton.
Au Québec, la série a été diffusée à partir du 2 juin 1970 à la Télévision de Radio-Canada, et rediffusée durant l'été 1973.
L'un des rôles principaux, la comtesse Olga de Charance, est tenu par Maria Pacôme qui excelle dans ce rôle de tête-en-l'air sur mesure.

## Synopsis
Constitué d'une comtesse, d'un steward, d'une jeune femme et d'un homme éclectique surnommé « la Carpe », un quatuor de redresseurs de torts nous entraîne dans des aventures farfelues et rocambolesques.

## Distribution
- Maria Pacôme : Comtesse Olga de Charance
- Maria Latour : Ariane
- Bruno Dietrich : Michel
- Richard Guimond-Darbois : La carpe

## Fiche technique
- Réalisateurs : Serge Korber (7 épisodes), Gilles Grangier (3 épisodes), Jean Salvy (2 épisodes) et Tatsuo Yamada (1 épisode)
- Scénario : Marcel Jullian (adaptation) et Francis Veber
- Musique : François de Roubaix, assisté de Bernard Gérard
- Année de diffusion : 1970
- Nombre d'épisodes : 13
- Durée : 26 minutes par épisode
- Tourné en couleur et en mono
- Production : Gaumont Télévision, Office de Radiodiffusion Télévision Française (ORTF)

## Bande originale
La bande originale française signée par François de Roubaix a été arrangée par Bernard Gérard, qui fut son premier assistant, et dont ce fut l'une de leurs fructueuses collaborations. Le générique ainsi que le morceau Chantage pour un alibi sont les seuls titres disponibles de cette B.O.F. Le premier fut d'abord publié au format vinyle 33 tours dans la compilation Les plus belles musiques de films de François de Roubaix Vol II, éditée par Barclay en 1977, puis rééditée au format CD à partir de 1990.
Index des titres
| Année de sortie | Titres de la B.O.                                 | Durée de la piste | Auteur              | Arrangeur      | Éléments complémentaires Références discographiques  |
| --------------- | ------------------------------------------------- | ----------------- | ------------------- | -------------- | ---------------------------------------------------- |
| 1977            | 1. « Les Enquêteurs associés » générique (inédit) | 1.46              | François de Roubaix | Bernard Gérard | Disque vinyle 33 tours Barclay 900 527 (compilation) |

Compilations partielles de titres de la B.O.F.
- 1977 : Les plus belles musiques de films de François de Roubaix (vol. 2) (Générique) ∫ Album vinyle 33 tours Barclay - Barclay 900 527
- 1990 : Les plus belles musiques de films de François de Roubaix (vol. 2) (Générique) ∫ CD Hortensia - Hortensia CD CH 623
- 1994 : La Meilleure collection de François de Roubaix II (Générique) ∫ CD Hortensia - Hortensia CD BVCP 1067
- 1998 : François de Roubaix : 10 ans de musique de film (Générique, Chantage pour un alibi) ∫ CD Odeon/EMI Music France Odeon 821237-2

## Les épisodes
- 1. Les Enquêteurs s'associent (30 septembre 1970) - Scénario Jacques Armand

Réalisation de Serge Korber, avec les acteurs : Henry Djanik, Pascal Fardoulis, Catherine Seneur, Yvon Sarray… 
- 2. La Part du lion (2 octobre 1970)

Avec les acteurs : Fernand Berset, Michel Charrel, Abel Corty, Gisèle Grandpré, Lucien Raimbourg…
- 3. Fais pas le clown (3 octobre 1970)

avec les acteurs : Dezső Garas, Kornél Gelley, Marianna Moór, Eszter Simon…
- 4. La Mort d'une louve (6 octobre 1970) - Scénario Robert Thomas

Réalisation de Gilles Grangier, avec les acteurs : Hilda Gobbi, Tamás Major, László Márkus…
- 5. Tête de Turc (7 octobre 1970)

avec les acteurs : Marcel Dalio, Jean-Claude Massoulier, Malka Ribowska
- 6. Chantage pour un alibi.

avec les acteurs : Jean Bouvarel, Jacqueline Doyen, Yves Massard, Yolande Paris, Serge Rousseau, Catherine Sola, Maurice Sarfati
- 7. La Kleptomane : des investigations mettent en évidence une parenté entre un voleur et une victime d'un vol de bijou
- 8. La Quatrième Clef : Madame Olga est chargée par un confiseur de Hambourg de retrouver une clé de coffre bancaire.
- 9. Les Mal-Mariés : les Enquêteurs associés prennent le chemin de Budapest pour démêler une sombre histoire d'empoisonnement.
- 10. Hold-up à Montréal : la fine équipe est engagée pour surveiller un colis qui doit être expédié à Montréal. Ce dernier est caché parmi d'autres contenant… des ratons-laveurs.

avec les acteurs : Gérard Poirier, Patricia Nollin
- 11. Week-End Tranquille : un couple, après avoir gagné un concours de déguisement, décide de commettre des vols en se déguisant pour ne pas être reconnu.

Réalisation de Jean Salvy, avec les acteurs : Guy Hoffmann, Yves Letourneau
- 12. Un Sourire disparaît (20 octobre 1970) : un collectionneur japonais achète un tableau de Renoir à Paris. La carpe et Ariane doivent le convoyer jusqu'à Tokyo. Hélas, à leur arrivée, ils sont accueillis par un détective mystérieux venu prendre livraison du colis.

Réalisation de Tatsuo Yamada, avec les acteurs : Akiko Koyama, Shinsuke Mikimoto, Masao Shimizu…
- 13. Le Voisin (21 octobre 1970)

avec les acteurs : Jean Lefebvre

## Éléments complémentaires

### Diffusion
Il existe une version film de 390 minutes regroupant l'intégralité des épisodes avec des scènes inédites.